# Palazzo degli Studi (Mantova)

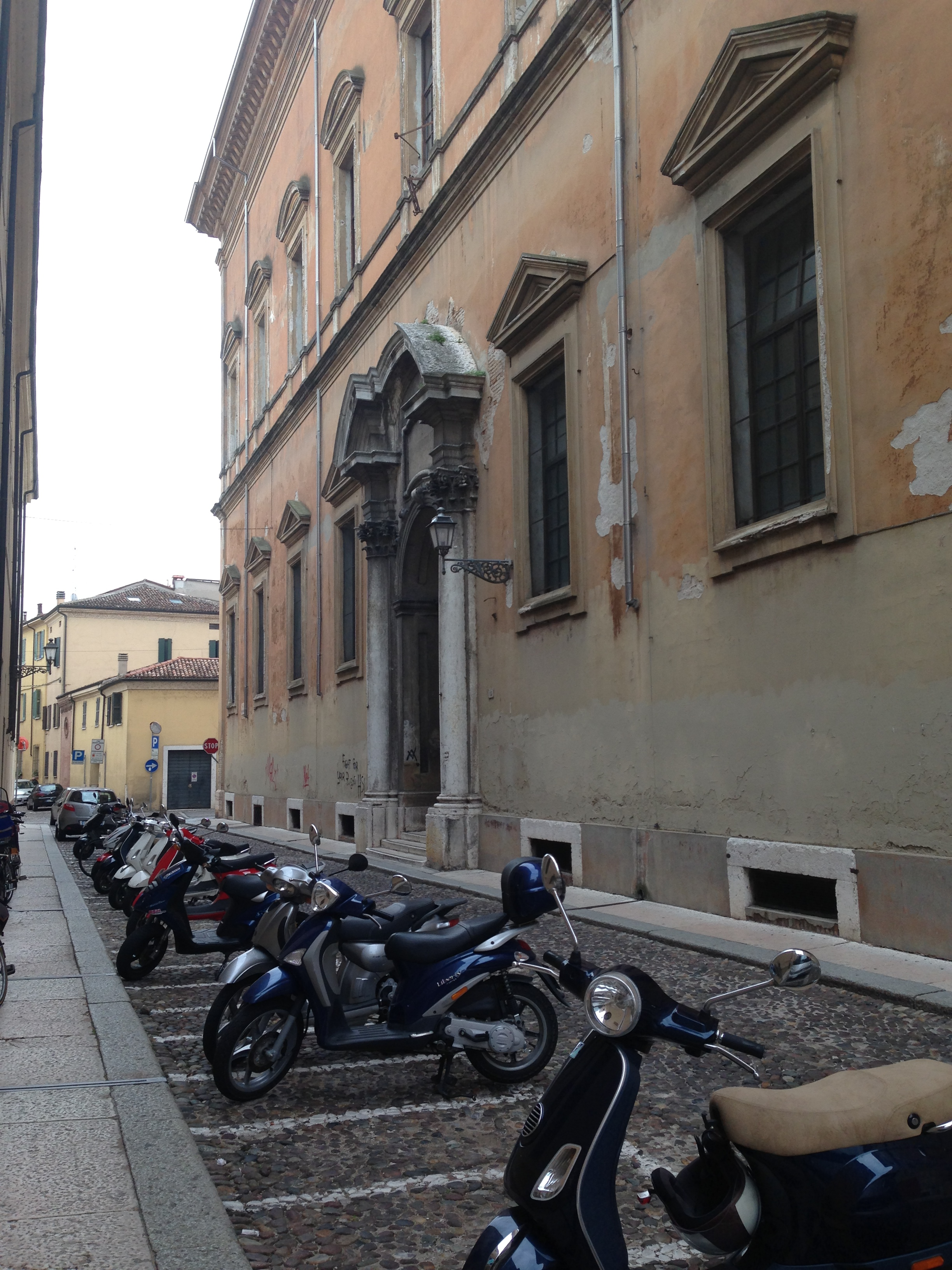
Veduta laterale del Palazzo degli Studi

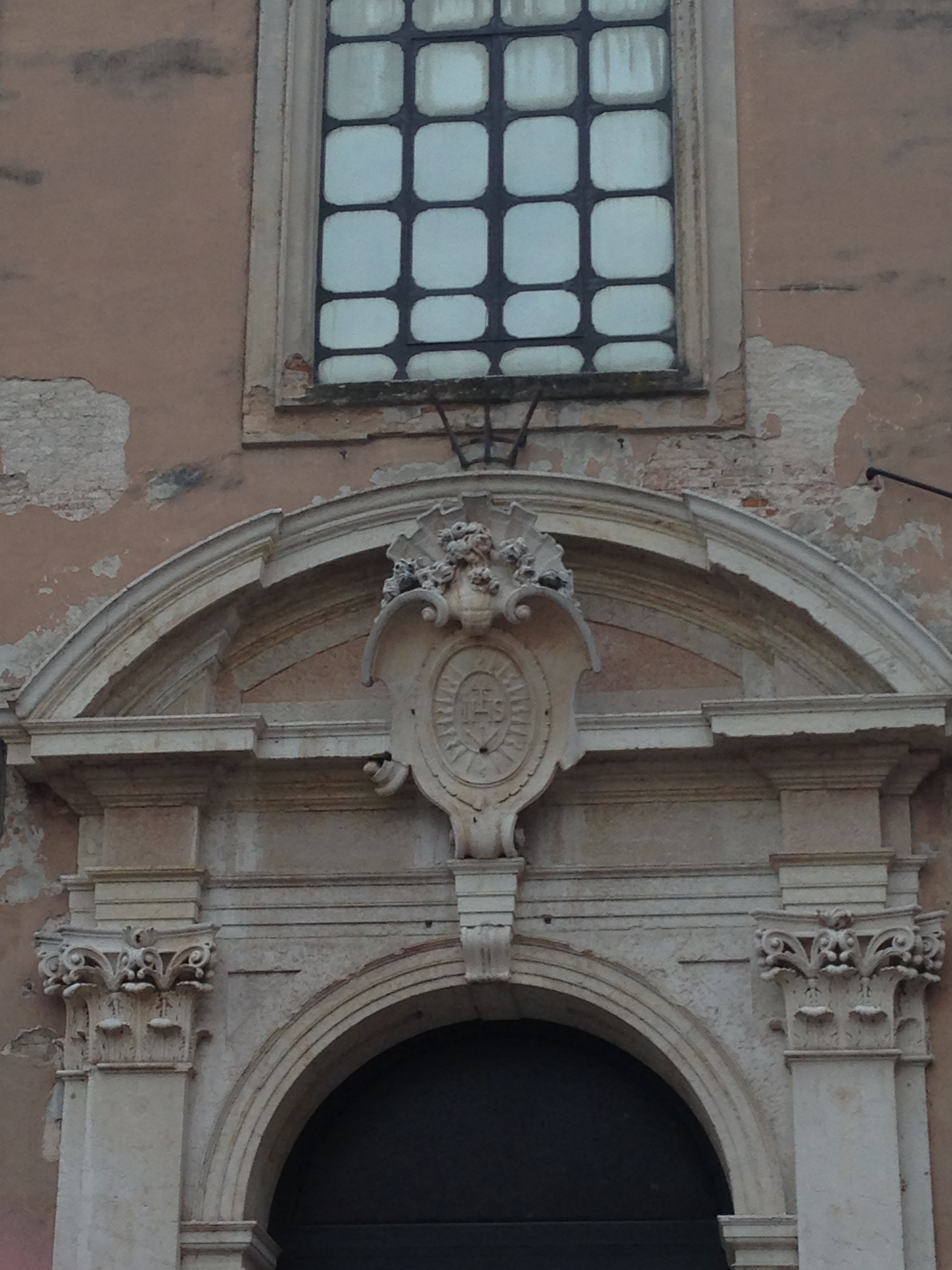
Dettaglio dello stemma gesuitico

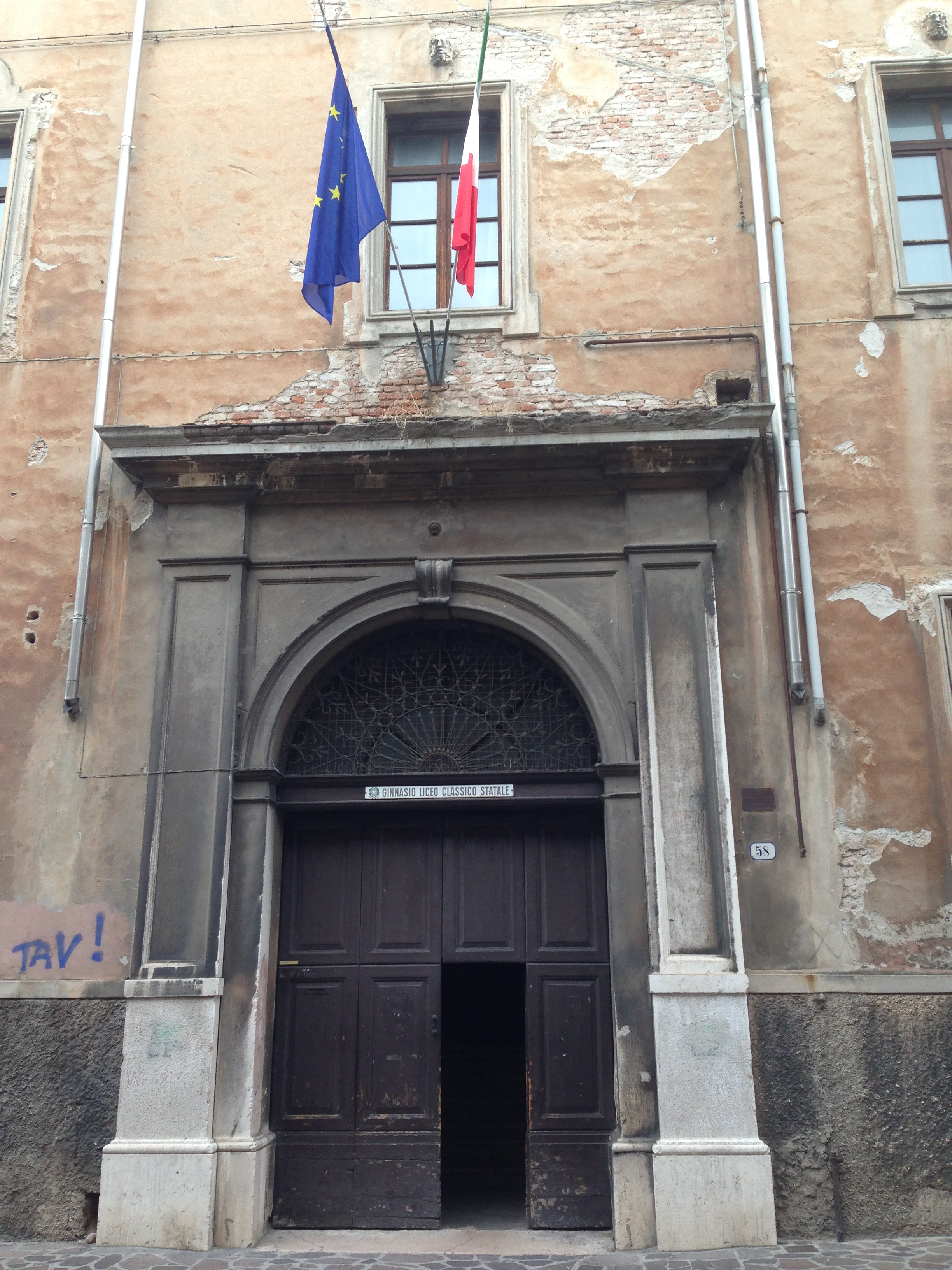
Portone d'accesso del Liceo classico "Virgilio"

Il Palazzo degli Studi è un palazzo del centro storico di Mantova, che oggi ospita il Liceo Ginnasio Virgilio.

## Storia

### La sede

#### Ubicazione degli edifici anteriore all'avvento dei Gesuiti
L'edificio sorge in un'area dell'antico quartiere del centro storico medievale di Mantova denominato "Quartiere del Grifone".
In quest'area sorgevano diversi edifici e la Torre dei Gambulini. La proprietà della Torre da parte della famiglia Gambulini è documentata da un rogito notarile del 1226.
La torre e gli edifici adiacenti furono venduti prima ai Ripalta, poi nel 1259 ai De Oculo, infine nel 1289 a Guido Corradi detto anche Corradi da Gonzaga, padre di Ludovico I Gonzaga, primo capitano del popolo di Mantova.
Nel XVI secolo questi edifici risultano appartenere ai Gonzaga di Luzzara e ai Gonzaga di Castel Goffredo, Castiglione e Solferino. 
Nel palazzo, ora occupato dall'Archivio di Stato di Mantova, allora proprietà del marchese di Castel Goffredo Aloisio Gonzaga, morì il 30 novembre 1526 il condottiero Giovanni dalle Bande Nere, in seguito alle ferite riportate a Governolo nella battaglia contro i lanzichenecchi.
Nella seconda metà del Cinquecento gli edifici sono venduti al mercante Alessandro Costa e al duca Guglielmo Gonzaga.
Nel 1584 il mercante Alessandro Costa rivende palazzo e torre ai Gesuiti. Il Duca regala all'Ordine l'immobile in suo possesso.

### Il collegio gesuitico
Il palazzo è legato alla storia dei Gesuiti, insediatisi a Mantova con l'appoggio e il favore del duca Guglielmo Gonzaga e della moglie Eleonora d'Austria.
Nel 1591 viene consacrata la nuova chiesa del collegio, la Chiesa della SS. Trinità. Nella chiesa sarà tumulata la salma della benefattrice Eleonora Gonzaga d'Austria.
Nel corso del Seicento il collegio viene ampliato su progetto dell'architetto Nicolò Sebregondi, che lo doterà di un Collegio Nuovo dove saranno poi nel Settecento, durante la dominazione asburgica, sistemati la Biblioteca Teresiana e il Museo Antiquario delle Antichità Greco-Romane.
Fra il 1676 e il 1678 viene costruita la sagrestia a pianta ottagonale. Il progetto architettonico e la decorazione della sagrestia sono attribuiti a Giovanni Battista Barberini.

### La costruzione del Palazzo
All'inizio del Settecento i Gesuiti decidono di costruire una nuova sede per l'attività scolastica.
Acquistano nel 1724 Palazzo Preti, nel 1731 Casa Porri e Casa della Scoletta. Affidano il progetto all'architetto bolognese Alfonso Torreggiani, autore anche di quello di Palazzo Cavriani. Il 25 giugno 1753 viene posata la prima pietra del nuovo Palazzo degli Studi. Nel 1763 il Palazzo degli Studi è aperto al pubblico.

## Attività culturale

### L'insegnamento del Collegio dei Gesuiti
Nel 1584 i Gesuiti inaugurano il loro collegio con la partecipazione di letterati ed esponenti della nobiltà.
I finanziamenti per organizzare i corsi di studio e pagare gli insegnanti provengono da lasciti, donazioni e dalle rendite elargite da Eleonora d'Austria.
L'offerta formativa è indirizzata principalmente alle classi abbienti. I corsi di studio principali sono Retorica, Grammatica e Umanità, e a partire dal 1595 anche Filosofia.
Il duca Ferdinando Gonzaga rinominerà lo studio dei gesuiti Pacifico Ginnasio Mantovano che diviene in seguito ad autorizzazione dell'Imperatore del 16 settembre 1625, un vero e proprio centro universitario dove ci si laureava in Giurisprudenza, in Medicina e in Filosofia e Teologia, questi ultimi due insegnamenti affidati ai padri gesuiti.
Nel 1630 la città subisce una terribile pestilenza e il sacco ad opera dei Lanzichenecchi e a conseguenza di ciò, l'Università mantovana registra un triste declino.
Successivamente riprendono soltanto i corsi di Filosofia e Teologia impartiti dai padri gesuiti.

### Età asburgica
All'epoca del passaggio di Mantova sotto la dominazione asburgica nel 1707, il collegio conta circa 50 soggetti ed è sempre l'ordine gesuitico a organizzare l'istruzione con la sua rigida disciplina, premendo sul governo austriaco per ottenere un riconoscimento formale dell'Università. 
La politica scolastica austriaca era indirizzata a sottrarre il monopolio dell'istruzione ai gesuiti e puntava a unificare i corsi universitari nello Studio di Pavia; puntava altresì alla formazione scientifica e a tale scopo sono allestiti un gabinetto di fisica e un laboratorio chimico; ad un docente è affidata la manutenzione del museo di storia naturale e dell'orto botanico officinale che sarà istituito nel 1780.
L'imperatrice Maria Teresa d'Austria giunge tuttavia ad un compromesso con i gesuiti e concede al ginnasio mantovano la facoltà di conferire lauree in Filosofia e Teologia: nel piano per l'organizzazione scolastica emanato nel 1760 lo Studio gesuitico viene nominato Regio Arciducale Ginnasio e risulta composto da due sezioni: una comprendente gli studi inferiori preparatori alle facoltà universitarie di Pavia, l'altra comprendente il corso degli studi superiori che si concludevano con l'ottenimento della laurea.

### Soppressione Ordine dei Gesuiti
Nel 1773 viene abolita la Compagnia di Gesù; il governo austriaco assume la guida delle istituzioni scolastiche per cui la scuola mantovana venne uniformata a tutte le altre lombarde e il piano di studi del ginnasio, pubblicato nel 1784, rimane in vigore fino alla dominazione francese.

### Epoca napoleonica

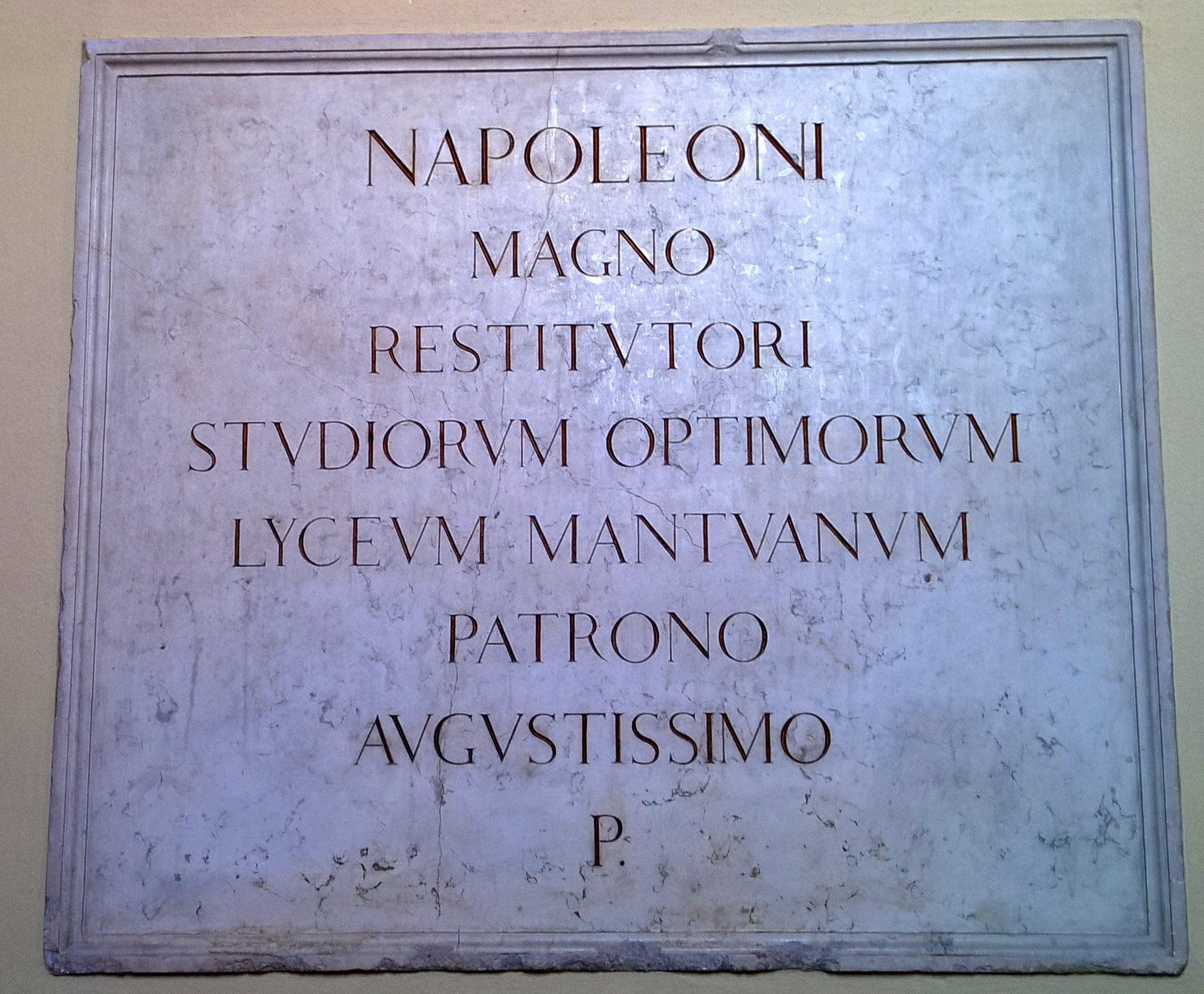
Targa dedicata a Napoleone

Nel primo decennio del XIX secolo, durante la dominazione francese, la legislazione napoleonica focalizzò l'attenzione in materia scolastica sui ginnasi che diventarono comunali; accanto ad essi furono progressivamente introdotti i licei sottoposti all'amministrazione statale.
Nel caso dell'istituto mantovano, nel 1807 venne formalmente riconosciuto il Regio Liceo del Mincio, fortemente orientato verso studi più pratici, con una nuova impronta scientifica e con una grande mole di studi obbligatori.

### Restaurazione
Con la Restaurazione viene ristabilito un indirizzo rigorosamente classico. I corsi di studio prevedono religione, latino, greco, filosofia come basi dell'istruzione. L'insegnamento della lingua francese è sostituita con quello della lingua tedesca ed è introdotto lo studio della storia dell'impero austriaco. L'Istituto è chiamato Imperial Regio Liceo
Intorno alla metà del secolo, risultarono iscritti al Liceo alcuni nomi noti alla storia italiana quali Achille Sacchi, Carlo Poma e Ippolito Nievo.

Durante la seconda guerra d'indipendenza il Liceo fu utilizzato come ospedale militare per cui gli studenti furono trasferiti nel vicino palazzo dell'Accademia fino al 1861.

### Regno d'Italia
All'indomani dell'Unità d'Italia, la Legge Casati ribadisce la superiorità del liceo classico come scuola privilegiata della borghesia in ascesa. Col decreto di re Vittorio Emanuele il Liceo mantovano che era entrato a far parte del Ministero della Pubblica Istruzione, venne ribattezzato “Liceo Ginnasio Virgilio”. Sui registri scolastici del tempo spicca il nome di Roberto Ardigò, prima come studente poi come professore di svariate discipline.
Nel 1923 venne infine introdotta la Riforma Gentile che restaura il sistema scolastico secondo gli ideali della destra liberale.

## Architettura
Nel 1753 il progetto del Palazzo degli Studi fu affidato dai Gesuiti all'architetto Alfonso Torreggiani che lo progettò come edificio annesso al collegio gesuitico.

Il Palazzo si distribuisce su due piani collegati da una scalinata interna e si articola in una serie di ampie aule e corridoi; tre lati guardano verso il cortile centrale mentre il quarto lato si affaccia sul cortile rustico ed è costituito da una sala congregazionale.
In relazione alle decorazioni si può ipotizzare che il pianterreno, più elegante ed ornato, fosse destinato a corsi di filosofia, teologia, giurisprudenza e medicina mentre il piano superiore, più sobrio e lineare fosse destinato a sede della vita interna e quotidiana della scuola.

All'esterno l'edificio si dirama su via Pomponazzo e via Ardigò.

### La decorazione pittorica
Le poche testimonianze pittoriche ancora oggi presenti nel palazzo risalgono alla cultura tardo-barocca ma a causa della mancanza di documenti e della qualità non eccelsa dei lavori, è difficile stabilire la paternità delle opere. Alcune di queste sembrano tuttavia esser state prodotte dagli stessi gesuiti, che impiegavano propri pittori e architetti; tra questi figura Andrea Pozzo a cui è attribuita la paternità della cornice di stucco dipinta al centro della volta dell'ampio refettorio, oggi adibito a palestra che sembra esser stata prodotta nel 1695.

Nella “sala degli addottoramenti”, anch'essa oggi adibita a palestra, sono presenti degli affreschi attribuiti ad un pittore assai vicino al Bibiena. Sulle pareti dello scalone, sono visibili altri affreschi incorniciati da stucco di vago riferimento bibienesco.

L'emblema della compagnia di Gesù datata circa 1763, sembra riproporre invece echi barocchi di ascendenza romana.
Nel novembre 1990 è stato inoltre rinvenuto, in seguito a lavori di manutenzione, un'ampia volta completamente dipinta a riquadri con emblemi religiosi e motivi ornamentali di chiaro gusto neoclassico di cui tuttavia non si sa l'autore.

### La decorazione plastica
Mantova è tributaria in quanto a tradizione pittorica ai maestri veneti, lombardi e di area ticinese. Nel Settecento fu proprio il ticinese Stanislao Somazzi ad eseguire eleganti e asimmetriche decorazioni rococò prima e neoclassiche poi. È proprio lui l'autore di un piccolo fregio, danneggiato, presente in un'aula del palazzo.

Non certa invece, l'autorialità di altri fregi barocchi costruiti all'epoca della costruzione dell'edificio.

### La specola
Al centro dell'imponente palazzo, si erge una torre a pianta rettangolare, la cui funzione rimane per lo più sconosciuta ai mantovani.
Tra la fine del XVIII e l'inizio del XX secolo, figura spesso nei documenti col nome di “specola”, forse per la possibilità in origine di studiarvi gli astri con strumenti ottici ed oggi utilizzata come osservatorio meteorologico della città. Questa sede scientifica risulta importante in quanto vi si conservano i dati delle osservazioni meteorologiche della città a partire dal 1838, con due solo interruzioni nel 1881 e durante la Seconda guerra mondiale.

## I musei

### Il museo di storia naturale
Questo museo contiene affascinanti oggetti accumulati nel corso dei secoli. Tra questi spicca un fossile di Bolca che sembra esser stato donato dal conte D'Arco al Museo della Regia Accademia Mantovana.
Oltre ad altri fossili, è possibile trovare due grandi zanne d'elefante, diversi palchi di cervo ed alce e in origine un lungo coccodrillo, poi ceduto al Seminario vescovile di Mantova.

Dai palazzi gonzagheschi di Sabbioneta furono inviate nel 1775 all'abate Giovanni Girolamo Carli, segretario perpetuo dell'Accademia e fondatore dei musei, altri fossili e reperti naturalistici ancora oggi visibili. Tra questi figura il dente di narvalo un tempo ritenuto il corno dell'Unicorno.

### Il museo di fisica
Altro museo presente all'interno dell'edificio è quello di fisica. Dai documenti reperiti, emerge che già dal 1875 esisteva un gabinetto di fisica dotato di più di 200 strumenti per esperienze di ottica, elettrostatica, meccanica e termologia.

Nonostante il corso degli anni abbia sostituito i vecchi strumenti con i nuovi, all'interno del piccolo museo è possibile ritrovare numerose attrezzature firmate dai più importanti artigiani dell'Ottocento.